# Praefurnium
El praefurnium, en la Antigua Roma, designaba la parte de las termas que aseguraba el calentamiento de las habitaciones calientes o templadas, el caldarium, el tepidarium, el laconicum (estufa seca) y el sudatorium (estufa húmeda). 
El praefurnium es la sala (junto al caldarium) en la que se abre el hypocausis, mantenido por esclavos, que calienta el agua. De una de las paredes de la estufa sale un gran tubo, llamado vaporarium, a través del cual el aire caliente se esparce bajo el pavimento suspendido sobre pilotes a menudo hechos de ladrillos (suspensurae), luego en los tubos (tubos de terracota o ladrillos huecos) instalados en los muros. 
La invención o mejora del pavimento colgante se atribuye a Cayo Sergio Orata en el siglo I a. C.; las canalizaciones murales (parietes tubulati) probablemente eran un poco más recientes. Séneca habla de estas innovaciones técnicas como cosas recientes: 
"Finalmente, algunas de nuestras innovaciones son lo suficientemente recientes como para que recordemos su aparición..., este es el caso de los pavimentos suspendidos y las tuberías insertadas en las paredes, gracias a las cuales, el calor se esparce por todas partes y calienta la parte superior e inferior de las habitaciones por igual".
Se ha encontrado algún praefurnium en lugares tan alejados como la ciudad romana de Cuicul, en la actual Argelia.